# Paddtorsk
Paddtorsk (Raniceps raninus) är en fisk i familjen torskfiskar. 

## Utseende
Paddtorsken har två ryggfenor, en främre, som är förkrympt med högst tre taggstrålar, och en bakre som är mycket lång och når nästan ända till stjärtfenan. Även analfenan är lång. Färgen är brunsvart, och den har likt andra torskfiskar en skäggtöm under hakan. Huvudet är mycket brett, "paddliknande". Munnen och gälhålan är vita. Fisken blir från 20 till 25 centimeter lång, maxlängden är 27,5 centimeter. Den kan väga upp till 0,4 kilogram.

## Utbredning
Paddtorsken är mindre vanlig från Brittiska öarna, till norska kusten och söderöver längs östra atlantkusten ner mot södra Frankrike. Den går in i Skagerack, Kattegatt och Östersjön österut till Bornholm. 

## Vanor
Den lever ensam på 10-20 meters djup, mera sällan upp till 75-100 meter. Den är bottenlevande och föredrar steniga bottnar i eller nära algbältet. Paddtorsken fångar bottendjur som sjöstjärnor, blötdjur, maskar, små kräftdjur, och mindre bottenfiskar som smörbultar.
Den leker under vår till sensommar. Ynglen är pelagiska till en början, men övergår till bottenliv vid omkring 2 centimeters längd.

## Taxonomi
Den räknades förr till en egen familj, paddtorskar (Ranicipitidae), men har nu förts över till torskfiskar, (Gadidae).

## Huvudkälla
- B. Muus, J. Nielsen, U. Svedberg 1999. Havsfisk och fiske i Nordvästeuropa ISBN 91-518-3505-3